# NGC 3425
NGC 3425 је лентикуларна галаксија у сазвежђу Лав која се налази на NGC листи објеката дубоког неба.
Деклинација објекта је + 8° 34' 3" а ректасцензија 10h 51m 25,5s. Привидна величина (магнитуда) објекта NGC 3425 износи 13,3 а фотографска магнитуда 14,3. NGC 3425 је још познат и под ознакама NGC 3388, UGC 5967, MCG 2-28-21, CGCG 66-44, PGC 32555.